# Jacint Grau i Delgado
Jacint Grau i Delgado (Barcelona, 6 d'abril de 1872 - Buenos Aires, 1958) va ser un polític i dramaturg català en llengua castellana pertanyent al noucentisme. Durant la Segona República Espanyola va exercir diversos càrrecs diplomàtics, especialment ambaixador a Panamà (1936-39) i posteriorment s'exilià a l'Argentina.
Nascut a Barcelona el 6 d'abril de 1872 al carrer de les Panses nº 8-tercer pis. Fill del metge militar Jacint Grau i Catà natural de Barcelona (+1875) i de Maria del Mar Delgado i Rojas natural d'Almeria.

## Obres

### Narrativa
- Trasuntos (1901)

### Poesia
- Las bodas de Camacho (1903)
- Don Juan de Carillana (1913)

### Teatre
- Entre llamas (1915)
- El hijo pródigo (1918)
- En ildaria (1918)
- El señor de Pigmalión (1923)
- El caballero Varona (1928)
- El burlador que no se burla
- Los tres locos del mundo
- La señora guapa
- Conseja galante
- El conde Alarcos
- Las gafas de don Telesforo o Un loco de buen capricho
- Destino
- Don Juan de Carillana
- En el infierno se están mudando
- Tabarín
- Bibí Carabé

### Assaig
- Unamuno y la España de su tiempo (1946)
- Don Juan en el tiempo y en el espacio (1953).